# Michele Nicoletti
Michele Nicoletti (né le 19 novembre 1956 à Trente) est un philosophe et homme politique italien, membre du Parti démocrate. Il préside l'Assemblée parlementaire du Conseil de l'Europe de janvier à juin 2018,.